# لوريتا فورد
لوريتا فورد (بالإنجليزية: Loretta Ford) هي ممرضة أمريكية، ولدت في 28 ديسمبر 1920 في نيويورك في الولايات المتحدة.